# Walenty Łukawski

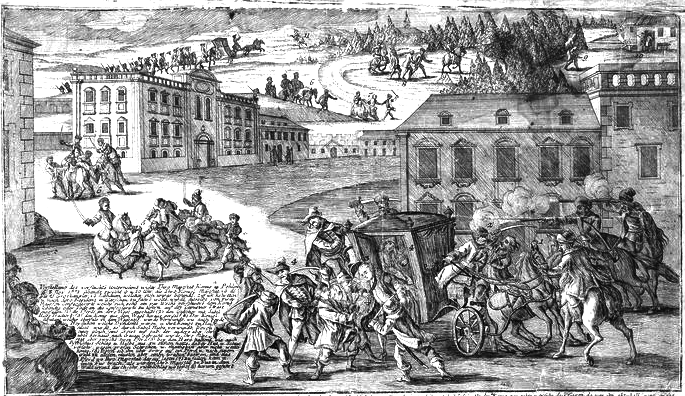
Uprowadzenie Króla Stanisława Augusta Poniatowskiego

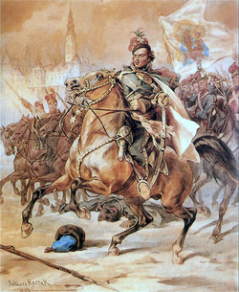
Walenty Łukawski i Kazimierz Pułaski podczas konfederacji barskiej

Walenty Łukawski herbu Radwan (ur. ok. 1743, zm. 10 września 1773 w Warszawie) – polski szlachcic, rotmistrz ziemi zakroczymskiej i członek konfederacji barskiej. Jeden z przywódców spisku mającego na celu uprowadzenie króla Stanisława Augusta Poniatowskiego.
Uprowadzenie miało miejsce 3 listopada 1771 w Warszawie. Łukawski przewodził grupie 29 mężczyzn. Tylko jeden z nich, Jan Kuźma, nie został złapany. Cała reszta, łącznie z Łukawskim, została aresztowana.
Łukawski i Cybulski zostali osądzeni przez Sejm za królobójstwo i skazani na śmierć ...na utratę czci, szlachectwa wraz z potomstwem, imienia i dóbr. Dalej na ucięcie głowy i prawej ręki, ćwiartowanie i spalenie ciała, którego popiół miał być na wiatr rzucony, choć król prosił, by darować im życie (w Rzeczypospolitej Obojga Narodów król nie miał prawa ułaskawiać przestępców sądzonych przez Sejm). Kuźma został wygnańcem do końca życia.
Łukawski został publicznie ścięty w Warszawie 10 września 1773. Po ścięciu, jego ciało zostało poćwiartowane, a na końcu spalone w obecności dwudziestu tysięcy ludzi. Jego żona Marianna, również sądzona i skazana za udział w spisku została zmuszona do oglądania egzekucji męża. Zmarła po trzech dniach z szoku.